# Клеман, Анна
Анна София Клеман (швед. Anna Sofia Kleman; 24 ноября 1862, Карлскруна — 8 апреля 1940, Транос) — шведский страховой агент и феминистка, известная своей деятельностью в качестве активистки по защите прав женщин и пацифистки, особенно в том, что касалось борьбы за избирательные права женщин. Она участвовала в Стокгольмской женской суфражистской конференции 1911 года и представляла Швецию на Международной женской мирной конференции 1915 года в Гааге.
Когда в 1919 году была создана благотворительная организация Спасём детей, она входила в правление её шведского отделения, в конце концов став его председателем.

## Биография

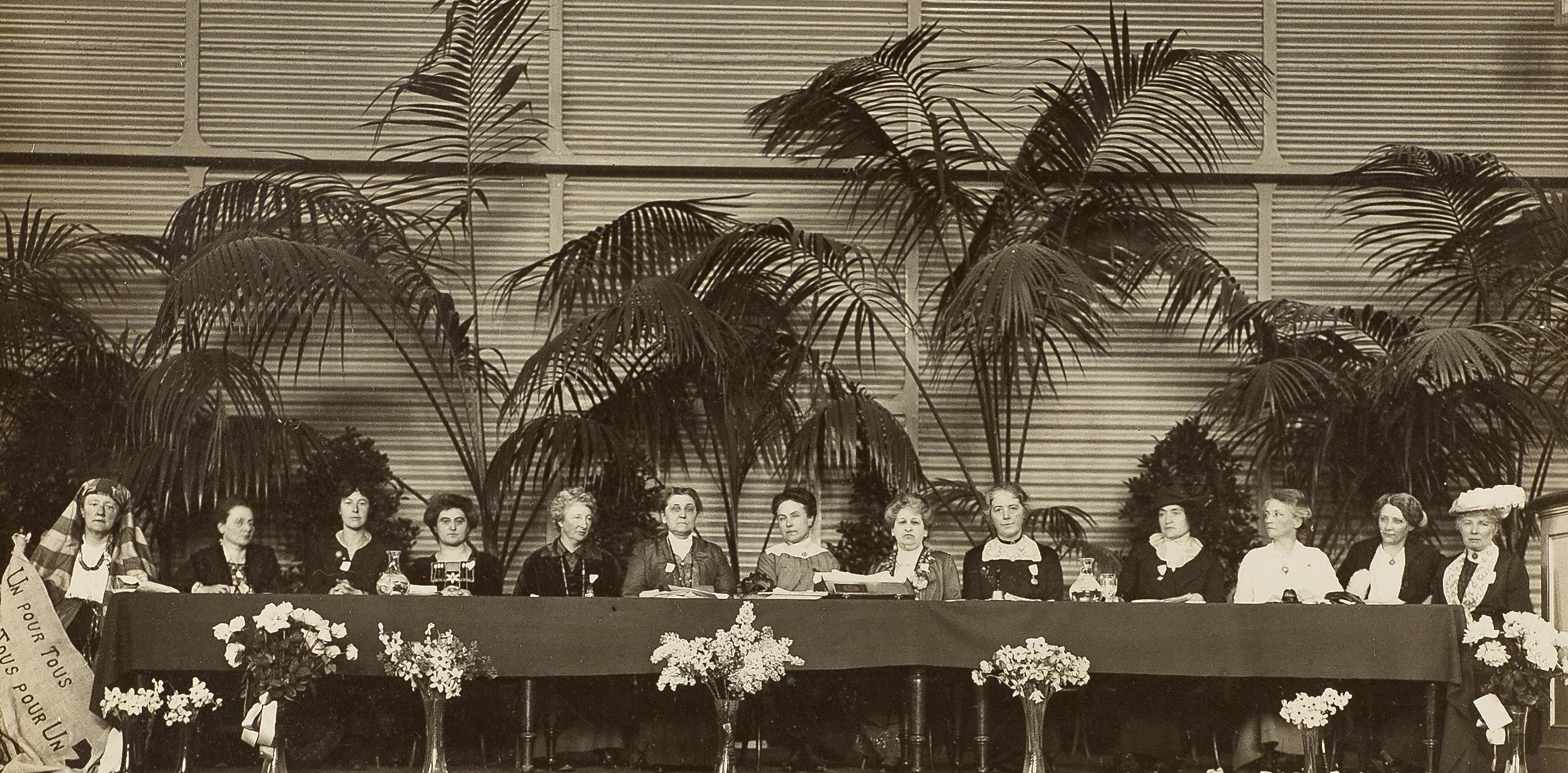
Международный конгресс женщин в 1915 году. Слева направо: 1. Люси Тамаян — Армения, 2. Леопольдина Кулка, 3. Лаура Хьюз — Канада, 4. Розика Швиммер — Венгрия, 5. Анита Аугспург — Германия, 6. Джейн Аддамс — США, 7. Евгения Ханнер, 8. Алетта Якобс — Нидерланды, 9. Кристал Макмиллан — Великобритания, 10. Роза Дженони — Италия, 11. Анна Клеман — Швеция, 12. Тора Даугор — Дания, 13. Луиза Кейлхау — Норвегия

Анна София Клеман родилась в Карлскруне в 1862 году и была дочерью командира Карла Клемана (1820—1872) и Йоханны Августы Грам (1825—1904). Её младшая сестра Эллен Клеман (1867—1943) также активно участвовала в женском движении.
К 1895 году она уже работала в стокгольмской страховой компании «Туле». С 1903 года Клеман состояла в Ассоциации студентов и рабочих (швед. Studenter och Arbetare), а с 1906 по 1911 год входила в правление Национальной ассоциации по избирательному праву женщин (швед. Landsföreningen för kvinnans politiska rösträtt). Клеман была сторонницей избирательных прав женщин, будучи активным участником Стокгольмского суфражистского конгресса 1911 года. Она также участвовала в Женском мирном конгрессе женщин в Гааге в 1915 году и конгрессе Международного женского союза за мир и свободу в Цюрихе в 1919 году.
В качестве писательницы она публиковала с 1916 года статьи в поддержку избирательного права женщин в специализированном журнале «Rösträtt för kvinnor».
Клеман принимала активное участие и в пацифистском движении, возглавляя шведское отделение Международного женского союза за мир и свободу с 1915 по 1918 год. В 1925 году она участвовала в съезде Международного совета женщин, организованном Национальной женской суфражистской ассоциацией в Вашингтоне, столице США, рассказывая о его дискуссиях в журнале «Hertha», посвящённом женскому движению.
Анна Клеман умерла в 1940 году в Стокгольме.